# Guspini
Guspini é uma comuna italiana da região da Sardenha, na província da Sardenha do Sul, com cerca de 12.695 habitantes. Estende-se por uma área de 174 km², tendo uma densidade populacional de 73 hab/km². Faz fronteira com Arbus, Gonnosfanadiga, Pabillonis, San Gavino Monreale, San Nicolò d'Arcidano (OR), Terralba (OR).

## Demografia
| Variação demográfica do município entre 1861 e 2011                               |
|                                                                                   |
| Fonte: Istituto Nazionale di Statistica (ISTAT) - Elaboração gráfica da Wikipedia |